# Sri Lanka na Letnich Igrzyskach Olimpijskich 2016
Sri Lankę na Letnich Igrzyskach Olimpijskich 2016, które odbyły się w Rio de Janeiro, reprezentowało 9 zawodników - 7 mężczyzn i 2 kobiety.
Był to siedemnasty start reprezentacji Sri Lanki na letnich igrzyskach olimpijskich.

## Reprezentanci

### Badminton
Mężczyźni
| Zawodnik           | Konkurencja    | Faza grupowa         | Faza grupowa     | Faza grupowa             | Faza grupowa | Eliminacje       | Ćwierćfinały     | Półfinały        | Finał/BM         | Finał/BM |
| Zawodnik           | Konkurencja    | Przeciwnik Wynik     | Przeciwnik Wynik | Przeciwnik Wynik         | Miejsce      | Przeciwnik Wynik | Przeciwnik Wynik | Przeciwnik Wynik | Przeciwnik Wynik | Pozycja  |
| ------------------ | -------------- | -------------------- | ---------------- | ------------------------ | ------------ | ---------------- | ---------------- | ---------------- | ---------------- | -------- |
| Niluka Karunaratne | gra pojedyncza | Chen P (7:21, 10:21) | Cordón W WO      | Dziółko W (21:19, 24:22) | 2.           | NQ               | NQ               | NQ               | NQ               | NQ       |

### Judo
Mężczyźni
| Zawodnik            | Konkurencja | 1/32                 | 1/16                      | 1/8              | Ćwierćfinał      | Półfinał         | Repasaż          | Finał/BM | Finał/BM |
| Zawodnik            | Konkurencja | Przeciwnik Wynik     | Przeciwnik Wynik          | Przeciwnik Wynik | Przeciwnik Wynik | Przeciwnik Wynik | Przeciwnik Wynik | Miejsce  |          |
| ------------------- | ----------- | -------------------- | ------------------------- | ---------------- | ---------------- | ---------------- | ---------------- | -------- | -------- |
| Chamara Repiyallage | - 73 kg     | Waterhouse W 100–000 | Szawdatuaszwili P 000–100 | NQ               | NQ               | NQ               | NQ               | NQ       |          |

### Lekkoatletyka
Mężczyźni
| Zawodnik        | Konkurencja | Finał  | Finał   |
| Zawodnik        | Konkurencja | Wynik  | Miejsce |
| --------------- | ----------- | ------ | ------- |
| Anuradha Cooray | maraton     | 217:06 | 34.     |

| Zawodnik          | Konkurencja    | Eliminacje | Eliminacje | Finał | Finał   |
| Zawodnik          | Konkurencja    | Wynik      | Miejsce    | Wynik | Miejsce |
| ----------------- | -------------- | ---------- | ---------- | ----- | ------- |
| Sumeda Ranasinghe | rzut oszczepem | 71,93      | 18.        | NQ    | NQ      |

Kobiety
| Zawodniczka                | Konkurencja | Finał   | Finał   |
| Zawodniczka                | Konkurencja | Wynik   | Miejsce |
| -------------------------- | ----------- | ------- | ------- |
| Niluka Geethani Rajasekara | maraton     | 3:11:05 | 129.    |

### Pływanie
Mężczyźni
| Zawodnik           | Konkurencja    | Eliminacje | Eliminacje | Półfinał | Półfinał | Finał | Finał   |
| Zawodnik           | Konkurencja    | Czas       | Miejsce    | Czas     | Miejsce  | Czas  | Miejsce |
| ------------------ | -------------- | ---------- | ---------- | -------- | -------- | ----- | ------- |
| Matthew Abeysinghe | 100 m dowolnym | 50,96      | 50.        | NQ       | NQ       | NQ    | NQ      |

Kobiety
| Zawodniczka   | Konkurencja       | Eliminacje | Eliminacje | Półfinał | Półfinał | Finał | Finał   |
| Zawodniczka   | Konkurencja       | Czas       | Miejsce    | Czas     | Miejsce  | Czas  | Miejsce |
| ------------- | ----------------- | ---------- | ---------- | -------- | -------- | ----- | ------- |
| Kimiko Raheem | 100 m grzbietowym | 1:04.21    | 28..       | NQ       | NQ       | NQ    | NQ      |

### Podnoszenie ciężarów
Mężczyźni
| Zawodnik      | Konkurencja | Rwanie | Rwanie  | Podrzut | Podrzut | Razem | Pozycja |
| Zawodnik      | Konkurencja | Wynik  | Pozycja | Wynik   | Pozycja | Razem | Pozycja |
| ------------- | ----------- | ------ | ------- | ------- | ------- | ----- | ------- |
| Sudesh Peiris | - 62 kg     | 120 kg | DNF     | —       | —       | —     | NQ      |

### Strzelectwo
Mężczyźni
| Zawodnik           | Konkurencja                      | Kwalifikacje | Kwalifikacje | Finał | Finał   |
| Zawodnik           | Konkurencja                      | Wynik        | Pozycja      | Wynik | Pozycja |
| ------------------ | -------------------------------- | ------------ | ------------ | ----- | ------- |
| Mangala Samarakoon | karabin pneumatyczny 10 m        | 589,6        | 50.          | NQ    | NQ      |
| Mangala Samarakoon | karabin małokalibrowy leżąc 50 m | 601,8        | 47.          | NQ    | NQ      |